# DN29D
DN29D este un drum național din România care leagă orașele Botoșani și Ștefănești.
Acesta va fi modernizat km 2+800-km 18+500 și km 21+800-km 48+146. Valoarea estimată a contractului este de 208.458.958 lei, fără TVA. Contractul are o durată de 30 de luni. Din care 6 luni pentru proiectare - autorizare și 24 de luni perioada de execuție. Acesta susține traficul spre Vama Stânca-Costești, Barajul Stânca - Costești, Centrala hidroelectrică de la Stânca - Costești, Lacul de acumulare Stînca - Costești, Lacul Stânca - Costești (sit SPA). Contractul a fost câștigat de Asocierea AUTOTEHNOROM S.R.L. - S.C. OPR ASFALT S.R.L. – OBRAS PUBLICAS Y REGADIOS S.A. – S.C. EVALCONS TECH S.R.L..
Proiectul prevede modernizarea a 43 kilometri de drum naţional, cu platforma drumului de 9,00 m, din care partea carosabilă are 7,00 metri şi acostamentele 2,00 metri. Totodată, sunt prevăzute trei viaducte noi, cinci poduri, trei poduri reabilitate, 27 de podeţe şi amenajarea a 18 intersecţii.